# Costică Ștefănescu
Costică Ștefănescu (Bucarest, 26 marzo 1951 – Bucarest, 20 agosto 2013) è stato un allenatore di calcio e calciatore romeno, di ruolo difensore.
Sofferente di tumore, si è suicidato nel 2013 all'età di 62 anni gettandosi dal quinto piano dell'ospedale militare di Bucarest.

## Caratteristiche tecniche
È stato un difensore centrale.

## Palmarès

### Giocatore

#### Competizioni nazionali
- Coppa di Romania: 7

Steaua Bucarest: 1968-1969, 1969-1970, 1970-1971
Univ. Craiova: 1976-1977, 1977-1978, 1980-1981, 1982-1983
- Campionato rumeno: 3

Univ. Craiova: 1973-1974, 1979-1980, 1980-1981

##### Nazionale
- Coppa dei Balcani per nazioni: 1

1980

### Allenatore

#### Competizioni nazionali
- Qatar Sheikh Jassem Cup: 1

Al-Wakra: 1991-1992
- Qatar Second Division: 1

Al-Jaish: 2010-2011

#### Competizioni internazionali
- Coppa dell'AFC: 1

Al-Jaish: 2004